# Jean-Baptiste Morin de Villefranche
Pour les articles homonymes, voir Jean-Baptiste Morin et Jean Morin.
Jean-Baptiste Morin de Villefranche (23 février 1583 - 6 novembre 1656) est un médecin et un mathématicien français. Il est nommé à la chaire de Mathématique de Du Hamel au Collège Royal (devenu en 1870 le Collège de France) le 3 août 1629  . Il développe une activité de théoricien de l'astrologie sans faire d'enseignement officiel, puisqu'à son époque l'astrologie judiciaire, ou prédictive (la partie d'art divinatoire dans l'astrologie), avait été interdite par les papes en 1586 et 1631. Seule l'astrologie naturelle (la partie scientifique de l'astrologie) était licite, majoritairement publiée dans les Almanachs.

## Œuvres
Quelques œuvres de Morin sont disponibles sur Gallica.
- Famosi et antiqui problematis de telluris motu, vel quiete, hactenus optata solutio (appelée Solutio par abréviation), impr. Pierre Ménard, Paris, 1631 ; 1657
- Responsio pro Telluris quiete / Ad Jacobi Lansbergii Doctoris Medici Apologiam pro Telluris Motu. Ad Eminentissimum Cardinalem Richelium, Ducem, et Franciae Parem (appelée Responsio par abréviation), impr. Jean Libert, Paris, 1634
- Longitudinum terrestrium et caelestium nova et hactenus optata scientia, impr. Jean Libert, Paris, 1634
- Response de Iean Baptiste Morin à une longue lettre de Monsieur Gassend, prevost en l'église épiscopale de Digne, & professeur du roy aux mathématiques. Touchant plusieurs choses belles et curieuses de physique, astronomie, & astrologie, Paris, Macé Boüillette, Jean Le Brun, 1650
- Dissertatio Io. Bapt. Morini Doctoris Medici, et Parisiis Regii Mathematum Professoris. De Atomis, et Vacuo Contra Petri Gassendi Philosophiam Epicuream. Ad Serenissimum Principem Henricum Borbonium Metensium Episcopum, S. Germani a Pratis Abbatem, &c. (appelée Dissertatio par abréviation), Paris, 1650
- Io. Bapt. Morini Doctoris Medici. et Regii Mathematum Professoris Defensio suae Dissertationis De Atomis & Vacuo; adversus Petri Gassendi Philosophiam Epicuream. Contra Francisci Bernerii Andegavi Anatomiam ridiculi muris, &c. Ad Serenissimum Principem Henricum Borbonium Metensium Episcopum, S. Germani a Pratis Abbatem, &c. (appelée Defensio par abréviation), Paris, 1651.
- Remarques  Astrologiques, première édition chez l'auteur, 1654.
- Remarques astrologiques sur le commentaire du Centiloque de Ptolémée par Nicolas de Bourdin, impr. Pierre Ménard, Paris, 1657.
- Astrologia Gallica Principiis et Rationibus Propriis Stabilita, Atque in XXVI Libros distributa. Non solùm Astrologiae Judiciariae Studiosis, sed etiam Philosophis, Medicis, & Theologis omnibus per-necessaria : Quippe multa complectens eximia ad scientias illas spectantia. Opera & Studio Joannis Baptistae Morini, apud Gallos è Bellejocensibus Francopolitani, Doctor Medici, & Parisiis Regii Mathematum Professoris. Ejus Anagramma, Mira Sapiens Uni Bono Stat (appelé Astrologia Gallica, par abréviation), libr. Adriaan Vlacq, La Haye, 1 vol. in-fol. I–XXI + 784 p., 1661.
- trad. partielle : Jean Hiéroz, L'astrologie mondiale et météorologique de Morin de Villefranche, trad. du livre XXV, Leymarie, 1946, 176 p.
- Henri Selva, La Théorie des déterminations astrologiques de Morin de Villefranche (conduisant à une méthode rationnelle pour l'interprétation du thème astrologique) (Bodin 1902), Éditions Traditionnelles, Paris, 1976 - Traduction partielle des livres XXI et XXVI de Astrologia Gallica, traduits et présentés par Henri Selva, préface par André Barbault
- Ma vie devant les astres, collationné dans Astrologia Gallica et traduit par Jean Hieroz avec les reproductions de 39 thèmes originaux de Morin, Cahiers astrologiques, 1943.
- James Herschel Holden a traduit certains tomes de l'Astrologia Gallica :
  - Livres 13, 14, 15, & 19 (2006)
  - Livre 16 (2008)
  - Livre 17 (2008)
  - Livre 18 (2004)
  - Livre 22 (1994)
  - Livre 23 (2004)
  - Livre 24 (2004)
  - Livre 25 (2008)
  - Livre 26 (2010)